# Вольнер, Владимир Вячеславович
Владимир Вячеславович Вольнер (1871 — 1916) — русский военный  деятель, полковник. Герой Первой мировой войны, погиб в бою.

## Биография
Из дворян Харьковской губернии. В службу вступил в 1889 году после окончания 3-й Харьковской классической гимназии. В 1892 году после окончания  Чугуевского военного училища по I разряду  произведён  в подпоручики и выпущен в Екатеринбургский 37-й пехотный полк.
В 1896 году произведён в поручики, в 1900 году в штабс-капитаны, в 1900 году в капитаны — командир роты Екатеринбургского 37-го пехотного полка. 
С 1914 года участник Первой мировой войны во главе своей роты, был дважды ранен. За боевые отличия в 1915 году произведён в подполковники и в 1916 году в полковники — командовал 1-м батальоном. 
21 июня 1916 года получил смертельное ранение в бою при форсировании реки Стырь у деревни Новоселки, от которого и умер 30 июня того же года.  

Высочайшим приказом от 13 января 1916 года за храбрость награждён Георгиевским оружием: 
За то, что в бою 28-го июля 1915 года у города Ломжи, командуя арриергардом в составе одного батальона и одной батареи, своим личным примером и умелым руководством под сильным ружейным и артиллерийским огнём, отбил все атаки противника, нанеся ему большой урон и этим дал возможность отступавшим главным силам своевременно занять тыловую позицию

## Награды
- Орден Святого Станислава 3-й степени  (ВП 1906)
- Орден Святого Станислава 2-й степени с мечами (ВП 13.05.1914; Мечи — ВП 29.12.1916)
- Орден Святой Анны 2-й степени с мечами (ВП 29.12.1914)
- Орден Святого Владимира 4-й степени с мечами и бантом (ВП 07.06.1915)
- Орден Святой Анны 4-й степени «За храбрость» (ВП 09.07.1915)
- Георгиевское оружие (ВП 13.01.1916)
- Орден Святого Владимира 3-й степени с мечами (ВП 09.08.1916)